# وذمة لمفية فقاعية
الوذمة اللمفية الفقاعية هي حالة جلدية تحدث عادةً مع الوذمة التي لا يمكن التحكم فيها بشكل جيد والمرتبطة بقصور القلب وزيادة السوائل، والعلاج يكون عادةً باستخدام طريقة الضغط.